# Ross Perot
Pour les articles homonymes, voir Perot.
 (juillet 2019).
Si vous disposez d'ouvrages ou d'articles de référence ou si vous connaissez des sites web de qualité traitant du thème abordé ici, merci de compléter l'article en donnant les références utiles à sa vérifiabilité et en les liant à la section « Notes et références ».
Ross Perot (/pə.ˈɹoʊ/), né le 27 juin 1930 à Texarkana (Texas) et mort le 9 juillet 2019 à Dallas (Texas), est un milliardaire américain, connu pour s'être présenté en candidat indépendant à l'élection présidentielle américaine de 1992 (au cours de laquelle il rassembla 19 743 821 électeurs, soit 18,9 % des voix) et une autre fois sous la bannière du parti qu'il a fondé, le Parti de la réforme des États-Unis d'Amérique, en 1996, où cette fois-ci son score fut plus modeste (8,4 %).

## Biographie

### Origines, études et carrière
Né à Texarkana, au Texas, Henry Ross Perot fait ses études à l'Académie navale d'Annapolis (Maryland) dans la promotion 1949, puis s'engage dans l'US Navy, avant d'entrer comme vendeur chez IBM en 1957. Il la quitte pour fonder son entreprise de traitement de données informatiques Electronic Data Systems (EDS) en 1962, qui fera sa fortune (en 1992, EDS génère 8 milliards de dollars de chiffre d'affaires). En décembre 1969, il organise et mène une opération qui consiste à affréter deux avions pour livrer des repas en faveur des prisonniers de la guerre du Viêt Nam à Hanoï, mais il ne fut pas autorisé à y atterrir.
En 1979, il rate une occasion d'entrer au capital de Microsoft alors que l'entreprise n'est encore valorisée qu'à 2 millions de dollars. Il a ensuite investi dans l'entreprise NeXT, créée en 1985 par Steve Jobs, avant de se retirer de son conseil d'administration en juin 1991.

### «Affaire» des otages
Juste avant la révolution iranienne de 1979, deux salariés d'EDS sont emprisonnés pour un prétendu problème de contrat commercial. En fait, Bill Gaylord et Paul Chiapparone avaient été emprisonnés de façon arbitraire pour faire pression sur le gouvernement américain qui appuyait à l'époque le shah d'Iran. Une caution importante fut demandée par un commissaire iranien nommé Hosain Dadgar. N'ayant pas la possibilité ni l'assurance de leur libération en payant cette caution dans un pays en situation insurrectionnelle, Ross Perot va lui-même organiser une opération commando pour faire libérer les deux employés de sa firme. L'opération est commandée par le colonel Arthur « Bull » Simons, ancien officier des forces spéciales américaines. Ross Perot et une équipe de plusieurs employés d'EDS Iran vont alors imaginer une mission de sauvetage, en favorisant un soulèvement pro-Rouhollah Khomeini dans la prison, soulèvement qui libère alors tous les prisonniers. Ils procèdent ensuite à l'exfiltration des deux employés par voie terrestre en franchissant la frontière avec la Turquie, distante de plusieurs centaines de kilomètres. Cet épisode est relaté dans le roman de Ken Follett intitulé Comme un vol d'aigles (On Wings of Eagles), et dans le téléfilm éponyme d'Andrew V. McLaglen avec Burt Lancaster et Richard Crenna.

### Élection présidentielle de 1992
Ross Perot se présente à l’élection présidentielle de 1992 contre d'une part le républicain George H. W. Bush et d'autre part le démocrate Bill Clinton, ce qui donne lieu à trois débats triangulaires au lieu des classiques face-à-face. Le président sortant mettant en garde contre l'absence d'expérience de son très jeune et principal adversaire, le démocrate Clinton, Ross Perot explosa : « Il n'a certainement pas, en effet, l'expérience qui vous fait créer pour ce pays un déficit de 30 milliards de dollars par mois ! ». Devant cette aide inattendue de l'outsider, Clinton afficha quelques secondes un amusement jubilatoire.
Perot obtient plus de 19 millions de voix (18,9 % des voix), contre 44 millions à Clinton et 39 millions à Bush.
Il essaie de maintenir actif son mouvement politique par la suite, continuant de dénoncer l'augmentation de la dette publique. Il est l'un des plus farouches adversaires de l'Accord de libre-échange nord-américain (ALENA), contre lequel il mène campagne et débat avec Al Gore lors de l'émission Larry King Live. Son comportement pendant ce débat amuse beaucoup surtout avec ses cris répétés de « laissez-moi finir » avec son accent texan caractéristique. Par la suite, il organise des conférences qui sont suivies par de nombreux politiciens de premier rang. Perot approuve en 1994 le Contrat républicain avec l'Amérique et invite les Américains à voter pour les candidats républicains cette année-là.

### Élection présidentielle de 1996
Ross Perot se présente au scrutin présidentiel de 1996 sous la bannière du Parti réformateur, parti qu'il a créé un an plus tôt. Les lois électorales en vigueur l'obligent néanmoins à se présenter en indépendant dans plusieurs États. Il dépense également beaucoup moins d'argent personnel, autorisant cette fois d'autres contributeurs à financer sa campagne.
Perot réunit 8,4 % des voix lors de l'élection, nettement moins qu'en 1992, mais un score inhabituellement élevé dans un pays où le bipartisme règne. Une des raisons de ce score est son exclusion des débats présidentiels à la suite d'un accord entre les deux autres candidats, le sénateur républicain Bob Dole et le président sortant, le démocrate Bill Clinton.

### Après 1996

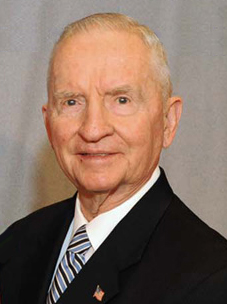
Ross Perot en 2008.

Au cours de la campagne présidentielle de 2000, Ross Perot refuse de s'impliquer dans l'affrontement au sein du Parti réformateur entre Pat Buchanan et John Hagelin. Il participe au Larry King Live quatre jours avant l'élection et apporte à cette occasion son soutien à George W. Bush pour la présidence. Malgré son opposition initiale à l'ALENA, il reste silencieux à propos de l'usage étendu des visas pour travailleurs immigrés aux États-Unis, les soutiens de Buchanan attribuant cette attitude à la dépendance de son entreprise des travailleurs étrangers.
En janvier 2008, dans le cadre des primaires républicaines, il prend position contre John McCain et soutient Mitt Romney. Il lance en juin suivant un blog visant notamment les aides gouvernementales (Medicare, Medicaid, Sécurité sociale) et la dette nationale américaine. Il ne soutient aucun candidat pour les élections de 2016.
Il meurt le 9 juillet 2019 à Dallas, des suites d’une leucémie, quelques jours après son 89e anniversaire. Il est enterré au Sparkman-Hillcrest Memorial Park Cemetery (en) ; une cérémonie commémorative se tient à la Highland Park United Methodist Church (en), avec 1 300 invités.